# Catrin Finch and Cimarron Live YN BYW
Catrin Finch and Cimarron Live YN BYW es un álbum en vivo grabado en 2007 por la arpista oficial del Príncipe de Gales, Catrin Finch, y la agrupación colombiana de música llanera Cimarrón.

## Grabación
El álbum fue producido por el sello Astar Artes Recordings y el Theatr Mwldan de Cardigan, Reino Unido.
Los temas de este álbum fueron interpretados en vivo por Cimarrón y Catrin Finch en Gales.

## Promoción y giras
La colaboración con Catrin Finch llevó a la banda colombiana Cimarrón a presentarse en distintos escenarios de Gales en 2007, como Theatr Mwldan (Cardigan), Galeri Caernarfon Theater (Caernarfon), Aberyswyth Arts Centre (Aberystwyth), Theatr Brycheiniog (Brecon) y Taliesin Arts Centre (Swansea).
En 2009, Cimarrón volvió a Gales y se presentó en nuevos lugares como Torch Theatre (Aberdaugleddau), Theatr Swiwt (Rhosllannerchrugog), Theatr Hafren (Drenewydd), St. David’s Hall (Caerdydd), Theatr Felinfach (Felinfach), Park & Dare (Treorchi), The Welfare (Ystradgyanlais), Ammanford Miners Theater (Ammanford) y Dartington Hall (Devon).
Catrin Finch y Cimarrón grabaron su colaboración en video en las instalaciones de Acapela Studio, en Cardiff.

## Lista de temas
1. Cimarroneando.
2. Ar ben waun tredegar.
3. Sun dance from the Santa Fe suite.
4. Merch y melinydd.
5. La tonada.
6. Maria Laya.
7. Zumbaquezumba.
8. Tryweryn.
9. Llongau caernarfon.
10. Tros y garreg.
11. Quitapesares.